# Amália
Amália est un prénom féminin, particulièrement courant en Espagne et au Portugal. 
Il a pour origine des racines gotiques dont le premier élément est amal, signifiant « travail », avec les connotations de « bon travail » et de « travail fertile », et la finale -ia indiquant l'appartenance à une famille royale gothique. 
Amalia est aussi utilisé comme prénom juif en Europe Centrale, la finale -ia étant alors comprise comme une des racines hébraïques signifiant Dieu, le prénom signifiant alors « travail de Dieu » (équivalent au latin opus dei). Il était populaire, entre autres, chez les premiers pionniers sionistes.

## Personnalités portant ce prénom
- Amalia de Jésus Flagellé, mystique (la voyante de Notre-Dame des Larmes) et religieuse catholique
- Amália Rodrigues, chanteuse et actrice portugaise